# Le Plateau-Mont-Royal
Le Plateau-Mont-Royal (kurz auch Le Plateau genannt) ist eines von 19 Arrondissements der Stadt Montreal in der kanadischen Provinz Québec. Im Jahr 2011 zählte der 8,1 km² große Stadtbezirk 100.390 Einwohner.

## Geographie
Le Plateau-Mont-Royal liegt im Zentrum der Île de Montréal, am Nordhang des 233 Meter hohen Montrealer Hausbergs Mont Royal. Benachbarte Arrondissements der Stadt Montreal sind Rosemont–La Petite-Patrie im Norden, Mercier–Hochelaga-Maisonneuve im Osten, Ville-Marie im Südwesten und Outremont im Nordwesten.

## Geschichte
Ab 1745 wuchs die Bebauung Montreals über die Stadtmauern hinaus, vor allem nordwestwärts in Richtung des Mont Royal. 1792 wurde die Stadtgrenze um rund zwei Kilometer verschoben. Jenseits davon entstanden Landsitze der Montrealer Oberschicht sowie um 1860 der Neubau des Krankenhauses Hôtel-Dieu de Montréal. Mitte des 19. Jahrhunderts begann sich die Bauindustrie zu etablieren, die auf dem Plateau mehrere Steinbrüche betrieb. Darum herum entwickelten sich ärmliche Arbeiterviertel, die auf mehrere Gemeinden aufgeteilt waren. 1886 wurde als erste die Gemeinde Saint-Jean-Baptiste nach Montreal eingemeindet. Es folgten 1893 Coteau Saint-Louis sowie 1909 De Lorimier und Saint-Louis-du-Mile-End.

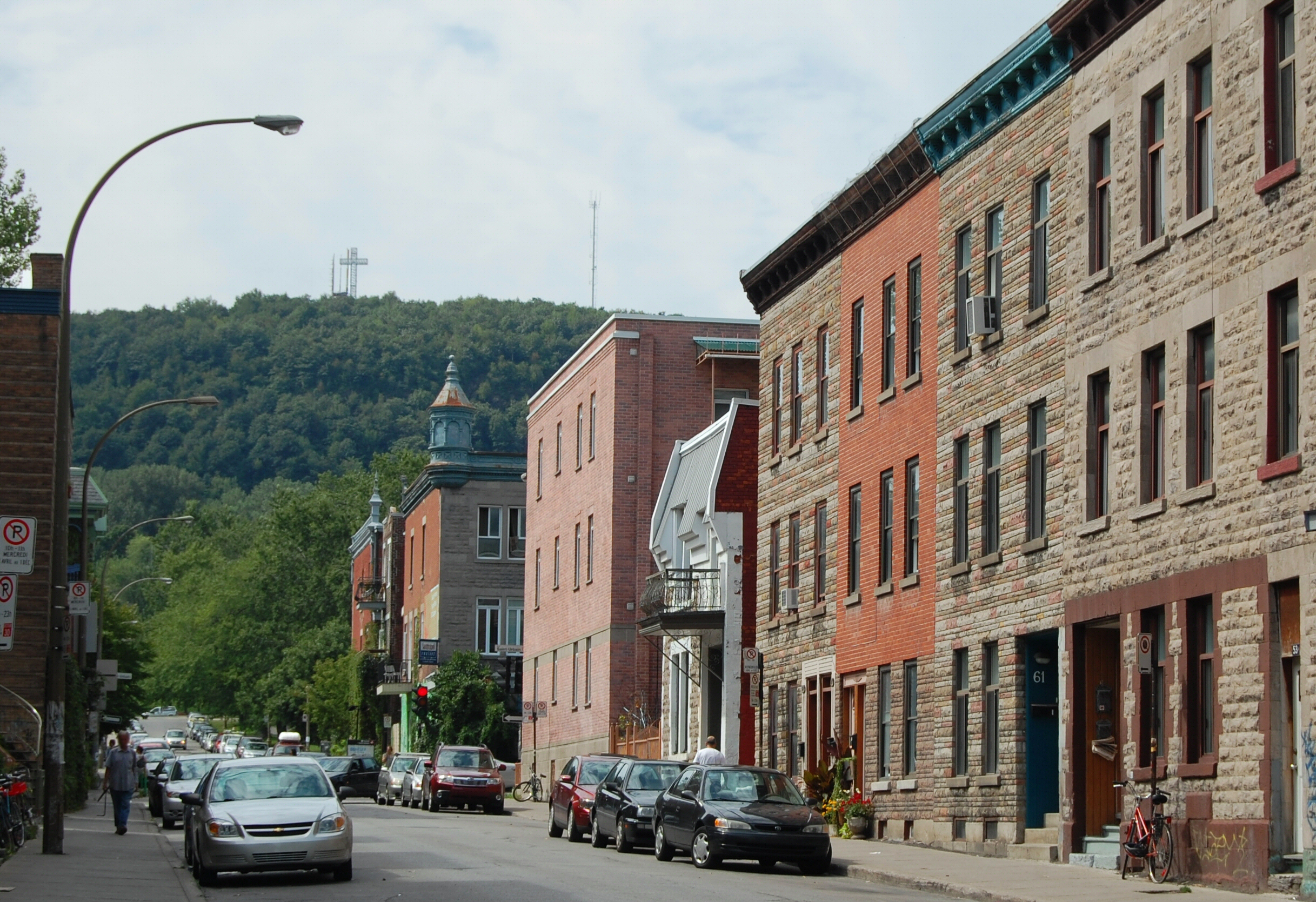
Der Mont Royal von der Rue Duluth aus gesehen

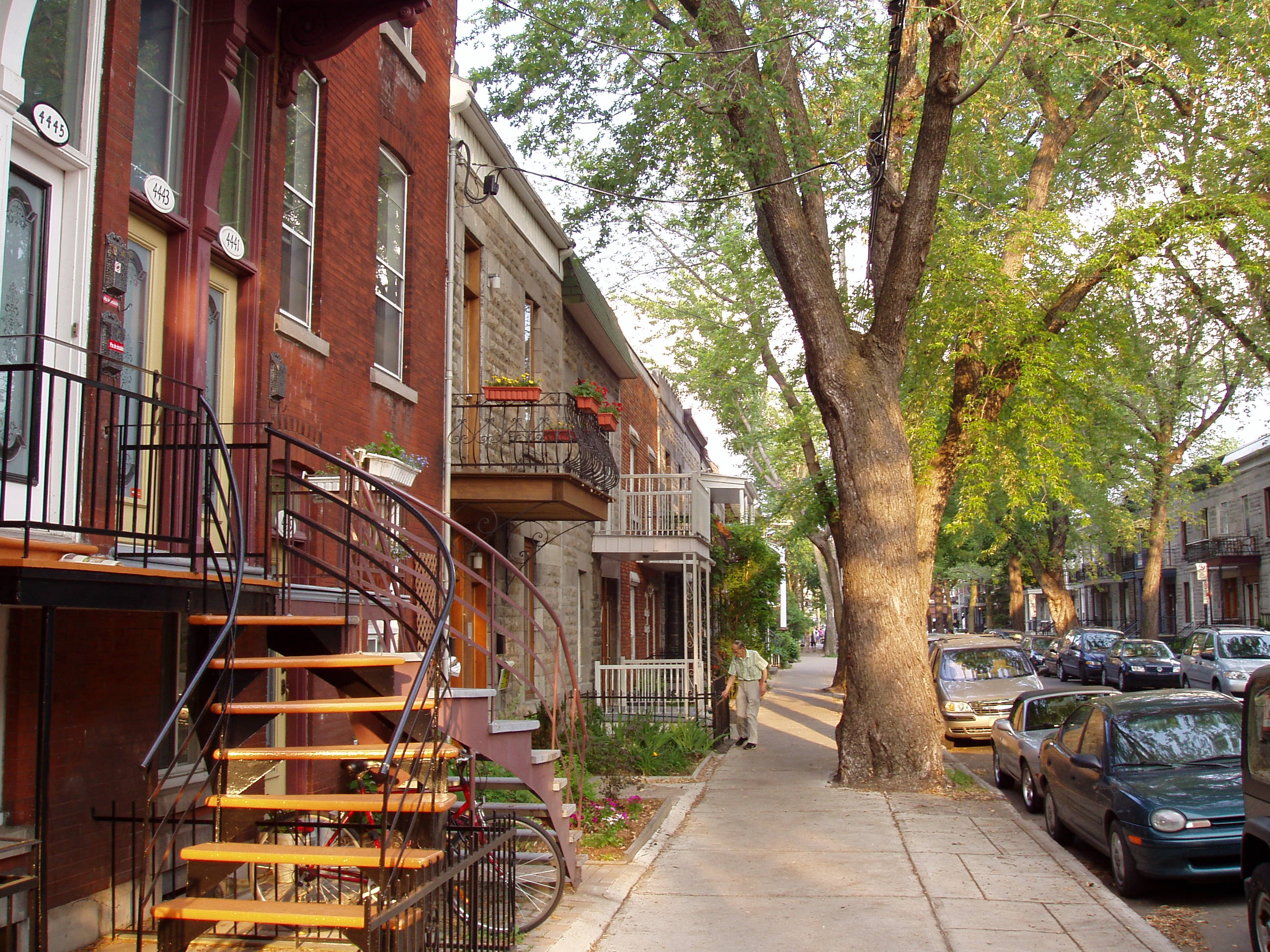
Typische Architektur auf dem Plateau Mont-Royal

Jahrzehntelang war das Plateau ein typisches Arbeiterviertel, wobei der östliche Teil eher frankokanadisch und der westliche Teil eher jüdisch geprägt war. In den 1980er Jahren setzte aufgrund der Nähe zur McGill University ein durchgreifender Gentrifizierungsprozess ein. Aufgrund der systematisch durchgeführten Sanierung der Bausubstanz stiegen die Mietpreise an, woraufhin viele traditionelle Bewohner und Geschäfte in andere Stadtteile wegzogen. An ihre Stelle traten Studenten, Freiberufler und Künstler. Als Folge davon gilt Le Plateau-Mont-Royal heute als kultureller und intellektueller Brennpunkt.

## Bevölkerung
Gemäß der Volkszählung 2011 zählte Le Plateau-Mont-Royal 100.390 Einwohner, was einer Bevölkerungsdichte von 12.394 Einwohnern/km² entspricht. Dieser Bezirk ist somit der am dichtesten besiedelte. Von den Befragten gaben 62,9 % Französisch und 16,4 % Englisch als Muttersprache an. Weitere bedeutende Sprachen sind unter anderem Spanisch (4,0 %), Portugiesisch (2,6 %) Arabisch (1,9 %) und Chinesisch (1,8 %).

## Sehenswürdigkeiten
- Hôtel-Dieu de Montréal
- Parc Jeanne-Mance
- Parc La Fontaine

## Romane
- Michel Tremblay: Chroniques du Plateau Mont-Royal. Romanzyklus. (Wahlweise auch: Cycle du Plateau Mont-Royal.) Seit 1978